# Far Cry 2
Far Cry 2 é um jogo de tiro em primeira pessoa desenvolvido pela Ubisoft Montreal e publicado pela Ubisoft. Foi lançado em 21 de outubro de 2008 na América do Norte, dois dias depois na Europa e Austrália, e em dezembro do mesmo ano no Brasil pela Synergex, para o Playstation 3, Xbox 360 e Microsoft Windows. Far Cry 2 foi desenvolvido sem qualquer envolvimento da desenvolvedora do jogo original, Crytek.
Far Cry 2 abandona os aspectos de ficção científica de seu antecessor em favor de uma ambientação mais realista. O jogo se ambienta no território não-linear da África, na qual o jogador se aventurará em savanas e selvas profundas. O jogo contém aspectos climáticos altamente realísticos, além de animais selvagens como: zebras, antílopes, búfalos e gnus.

## Jogabilidade
O jogo é livre, e o jogador pode optar por várias formas para avançar no mundo do jogo e nas missões, resultando no estilo sandbox. A história avança à medida que o jogador faz missões. O jogador pode escolher uma grande variedade de veículos para chegar mais rapidamente ao local de destino ou fazer o seu caminho a pé até o alvo, acomodando estilos de jogos de investidas diretas na base do inimigo, ou infiltrações sorrateiras em stealth.
Ao invés de utilizar mapas individuais, o jogo se passa em uma paisagem africana "mundo aberto", com terreno variando do deserto a savana e/ou a floresta. A área do jogo é de 50 km². As ações do jogador também têm efeito no ambiente, como por exemplo numa missão em que o jogador tem de destruir um reservatório de água, a explosão cria uma mina onde terá lugar outra missão. As criaturas e as habilidades do Far Cry original não existem nesta versão.
O jogador também possui acesso a um vasto arsenal de armas do mundo real, incluindo fuzis de assalto, fuzis de precisão, LPGs e metralhadoras leves. 
Em um vídeo foi mostrado que a vegetação queimada ou destruída irá renascer com o passar do tempo.
Irão ser encontrados animais herbívoros, como a gazela, bufalos, etc.
De tempos em tempos, o jogador tem que tomar um comprimido contra a malária, caso contrário morrerá.

### Aliados
No game é apresentado um sistema de aliados, que no desenrolar do jogo, serão feitos amigos (Buddies).
Dentre os 9 personagens selecionáveis, 8 serão encontrados no decorrer da trama e, após o encontro, tornam-se aliados, podendo, até mesmo, fornecerem missões, como, por exemplo, levar um contêiner de desfolhante para um Buddy que tem acesso a um avião ou impedir que o inimigo receba reforços quando o jogador assaltar uma plantação.
Caso um jogador e um Buddy possuam um relacionamento bom o suficiente, o Buddy aparecerá para auxiliá-lo, para revivê-lo quando abatido (quando a vida chega no mínimo, eles nos carregam para longe), dão cobertura para nos curamos e dão missões extras para ajudar na luta contra os inimigos remanescentes. Similarmente, o jogador pode ser chamado para auxiliar Buddies feridos e pode ter que matá-los (golpe de misericórdia) ou ajudar a cometer eutanásia, caso eles estiverem incapazes de fornecer primeiros-socorros adequados.

### Multiplayer
Os elementos do singleplayer serão mantidos no multiplayer. Existe o editor de mapas para criar novos mapas. Apenas nos jogos os mapas aguentarão 16 jogadores. Existe o tipo Team-deathmatch, Deathmatch, Capture the Diamond e Uprising.

## Objetivo
O objetivo do personagem é encontrar e assassinar The Jackal, um negociante de armas que tem vendido armas aos dois lados do conflito. O jogador deve completar este objetivo utilizando qualquer meio necessário, até mesmo se tiver que chegar ao nível de imoralidade empregado pelas facções em guerra e pelo próprio Jackal.

### História
Far Cry 2 se passa durante o final de 2008 em um pequeno estado falido fictício chamado bowa-seko, na África Central, envolvido em uma guerra civil. O governo recentemente caiu, deixando duas facções competindo pelo controle.
Estão em guerra a United Front for Liberation and Labour (UFLL, liderada por Addi Mbantuwe, um antigo líder de oposição) e a Alliance for Popular Resistance (APR, liderada por Oliver Tambossa, Chefe do Estado Maior do antigo governo).
Ambas as facções afirmaram ter os interesses do povo em seu coração, mas, mostraram brutalidade, instigações de guerra, cobiça e uma indiferença geral com o bem-estar do povo. Ambos os lados contrataram muitos mercenários estrangeiros para manter suas forças através do conflito.
A recente exaustão das minas de diamante do país jogou a nação em um tumulto maior, deixando muitos mercenários estrangeiros sem pagamento e sem saída.

## Desenvolvimento
Em julho de 2007, a Ubisoft enviou uma equipe de desenvolvedores do jogo à África para realizar uma pesquisa para o jogo. Eles passaram duas semanas viajando pelo Quênia e acampando na savana.
O produtor do jogo, Louis-Pierre Pharand, falou que, após a viagem, eles perceberam que tinham feito o design do jogo "tão errado", que promoveram diversas mudanças para "fazer o jogador se sentir como se realmente estivesse lá".
Foi optado pela diversificação dos personagens, gerando nove possibilidades diferentes, uma vez que, após entrevistas com jogadores sobre o Far Cry original, em sua pesquisa para o novo jogo, foi constatado que o personagem Jack Carver não era muito memorável ou agradável.
A revelação do lançamento de Far Cry 2 aconteceu em 19 de julho de 2007 em Paris, França, onde a Ubisoft afirmou que o jogo estava sendo desenvolvimento pela equipe da Ubisoft Montreal, e que seria lançado em 23 de outubro de 2008.
Um vídeo pré-alfa do jogo, demonstrando os visuais e 12 minutos de jogabilidade com comentário do desenvolvedor, foi apresentado em Leipzig em agosto de 2007, no qual foram apresentados diversos aspectos da jogabilidade, como sequências de tiroteios e de direção e características únicas como primeiros-socorros e os mapas físicos.  Em 28 e 29 de maio de 2008, foi revelado um novo vídeo do jogo durante os Ubidays em Paris, França, que mostrou além de novas filmagens, capturas de tela dos visuais renderizados pelo motor Dunia.